# ولیچکو ولیچکوف (ورزشکار)
ولیچکو ولیچکوف (بلغاری: Величко Величков؛ ۱۰ آوریل ۱۹۳۴ – ۲۷ اکتبر ۱۹۸۲) ورزشکار ورزش تیراندازی اهل بلغارستان بود.
وی در مسابقات کشوری و بین‌المللی در مجموع برندهٔ ۱ مدال نقره شده‌است.